# آلفافولد
آلفافولد (به انگلیسی: AlphaFold) برنامه برپایه هوش مصنوعی است که توسط دیپ‌مایند، زیرمجموعه‌ای از شرکت آلفابت، توسعه یافته و پیش‌بینی ساختار پروتئین را انجام می‌دهد. این برنامه به عنوان یک سیستم یادگیری عمیق طراحی شده است.
نرم‌افزار آلفافولد دارای سه نسخه اصلی است. یک تیم از محققانی که از آلفافولد ۱ (۲۰۱۸) استفاده کردند، در رتبه‌بندی کلی مسابقه Critical Assessment of Structure Prediction (CASP) در دسامبر ۲۰۱۸ در رتبه اول قرار گرفتند. این برنامه به‌ویژه در پیش‌بینی دقیق‌ترین ساختار برای اهدافی که به‌عنوان دشوارترین‌ها توسط سازمان‌دهندگان مسابقه رتبه‌بندی شده بودند، موفق بود؛ جایی که هیچ ساختار الگوی موجود از پروتئین‌هایی با توالی مشابه جزئی وجود نداشت. تیمی که از آلفافولد ۲ (۲۰۲۰) استفاده کرد، همان جایگاه را در مسابقه CASP14 در نوامبر ۲۰۲۰ تکرار کرد. این تیم دقتی بسیار بالاتر از هر گروه دیگری به‌دست‌آورد.
این تیم در آزمایش فاصله جهانی (GDT) CASP، که درجه شباهت پیش‌بینی ساختار برنامه‌های محاسباتی به ساختار تعیین‌شده توسط آزمایش‌های آزمایشگاهی را اندازه‌گیری می‌کند، امتیازی بالای ۹۰ به‌دست‌آورد که حدود دو سوم از پروتئین‌های موجود در آن را شامل می‌شود، جایی که ۱۰۰ به‌عنوان تطابق کامل در نظر گرفته می‌شود، در محدوده فاصله‌ای که برای محاسبه GDT استفاده می‌شود.
نتایج آلفافولد ۲ در CASP14 به‌عنوان «شگفت‌انگیز» و «انقلابی» توصیف شد. برخی از محققان اشاره کردند که دقت پیش‌بینی‌ها برای یک سوم از پیش‌بینی‌ها هنوز کافی نیست و اینکه این پیش‌بینی‌ها مکانیزم یا قوانین تاشدگی پروتئین را برای حل پیش‌بینی ساختار پروتئین آشکار نمی‌کنند. با این حال، احترام زیادی به دستاورد فنی این برنامه وجود دارد. در ۱۵ ژوئیه ۲۰۲۱، مقاله آلفافولد ۲ در نشریه نیچر به‌عنوان یک نشر پیشرفته منتشر شد و همراه با نرم‌افزار متن‌باز و یک پایگاه‌داده جستجوپذیر از پروتئوم‌های گونه‌ها منتشر گردید. این مقاله تاکنون بیش از ۲۷ هزار بار ارجاع داده شده است.
آلفافولد ۳ در تاریخ ۸ مه ۲۰۲۴ اعلام شد. این نسخه می‌تواند ساختار ترکیب ایجاد شده توسط پروتئین‌ها با دی‌ان‌ای، آران‌ای، انواع لیگاندها و یونها را پیش‌بینی کند. روش پیش‌بینی جدید حداقل ۵۰٪ بهبود دقت در تعاملات پروتئین‌ها با سایر مولکول‌ها نسبت به روش‌های موجود نشان می‌دهد. علاوه بر این، برای برخی دسته‌های کلیدی تعاملات، دقت پیش‌بینی به‌طور مؤثری دو برابر شده است.
دمیس هاسابیس و جان ام. جامپر از تیم توسعه‌دهنده آلفافولد در سال ۲۰۲۴ جایزه نوبل شیمی را برای کارشان در زمینه «پیش‌بینی ساختار پروتئین» دریافت کردند. این دو نفر پیش از این در سال ۲۰۲۳ جایزه بریکترو در علوم زیستی و جایزه آلبرت لاسکر برای تحقیقات پزشکی پایه را به‌دست‌آورده بودند.

## پیش‌زمینه

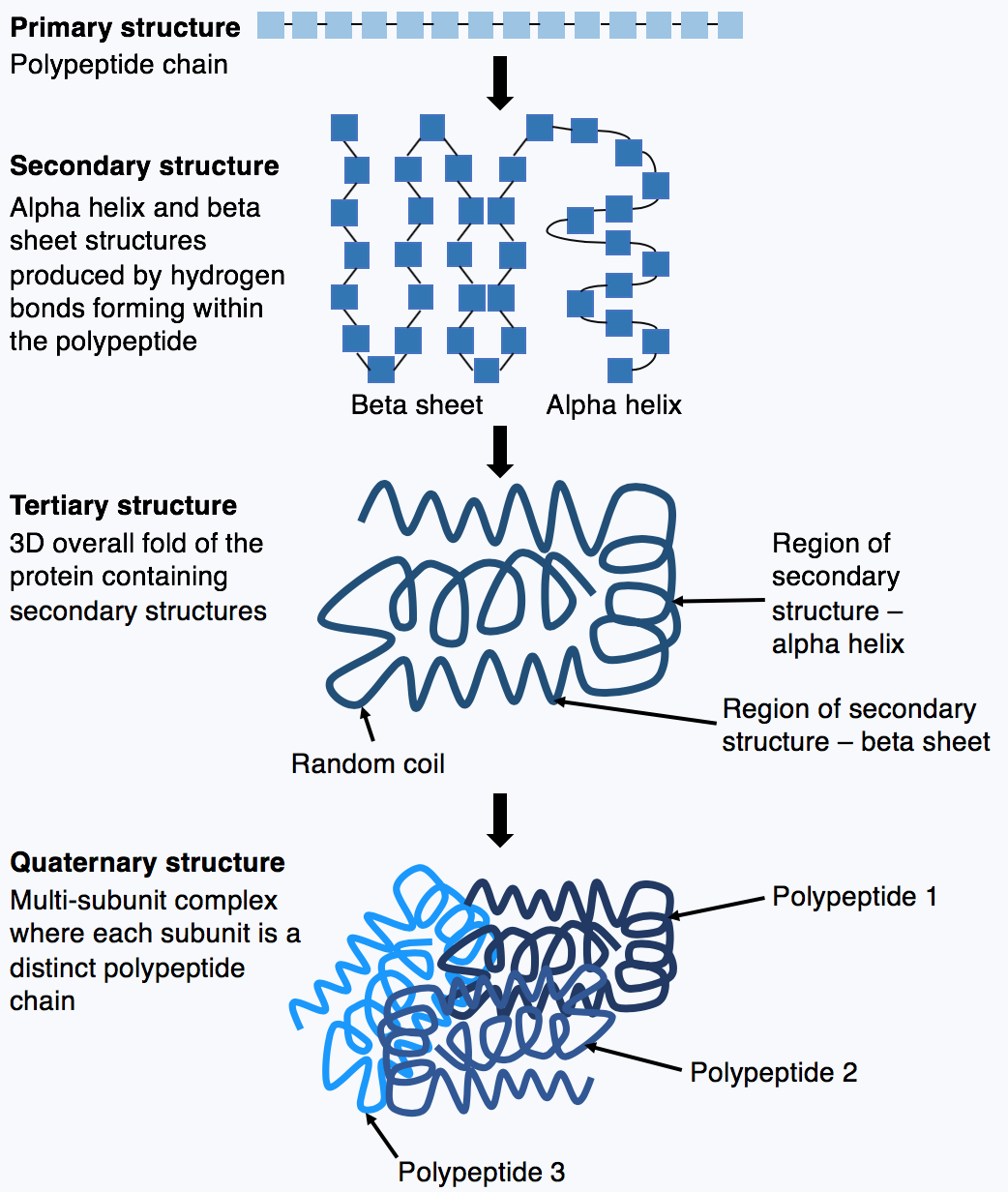
زنجیره‌های آمینواسیدی، که به آنها پپتید گفته می‌شود، تا می‌شوند تا یک پروتئین شکل بگیرند.

پروتئینها از ساختار اولیه پروتئینهایی تشکیل شده‌اند که در نتیجه تاشدگی پروتئین، ساختارهای سه‌بعدی (3D) پروتئین‌ها را به وجود می‌آورند. ساختار سه‌بعدی برای درک عملکرد بیولوژیکی پروتئین ضروری است.
ساختارهای پروتئینی می‌توانند از طریق روش‌های تجربی مانند بلورنگاری پرتوی ایکس، میکروسکوپ الکترونی کرایو و رزونانس مغناطیسی هسته‌ای تعیین شوند که همگی پرهزینه و زمان‌بر هستند. تلاش‌ها برای تعیین ساختار پروتئین‌ها با استفاده از روش‌های تجربی، در طول ۶۰ سال گذشته، ساختار حدود ۱۷۰٬۰۰۰ پروتئین را شناسایی کرده است، در حالی که بیش از ۲۰۰ میلیون پروتئین شناخته‌شده در تمام موجودات زنده وجود دارند.
در طول سال‌ها، پژوهشگران از روش‌های محاسباتی مختلفی برای پیش‌بینی ساختار پروتئینها از توالی‌های آمینواسیدی آنها استفاده کرده‌اند. دقت این روش‌ها در بهترین حالت نزدیک به تکنیک‌های تجربی (NMR) با استفاده از مدل‌سازی همولوژی بر اساس تکامل مولکولی است. CASP که در سال ۱۹۹۴ برای به چالش کشیدن جامعه علمی به منظور تولید بهترین پیش‌بینی‌های ساختار پروتئین راه‌اندازی شد، مشاهده کرد که امتیازهای GDT برای سخت‌ترین پروتئین‌ها تا سال ۲۰۱۶ فقط حدود ۴۰ از ۱۰۰ بود. آلفافولد از سال ۲۰۱۸ در CASP با استفاده از تکنیک هوش مصنوعی یادگیری عمیق رقابت کرد.

## الگوریتم
دیپ‌مایند شناخته شده است که برنامه را بر روی بیش از ۱۷۰٬۰۰۰ پروتئین از بانک داده پروتئین، یک مخزن عمومی توالی‌ها و ساختارهای پروتئینی، آموزش داده است. این برنامه از نوعی توجه، یک تکنیک یادگیری عمیق استفاده می‌کند که بر شناسایی بخش‌هایی از یک مشکل بزرگ توسط هوش مصنوعی تمرکز دارد، سپس آن‌ها را کنار هم قرار می‌دهد تا راه‌حل کلی به دست آید. آموزش کلی بر روی قدرت پردازشی بین ۱۰۰ تا ۲۰۰ واحد پردازش گرافیکی انجام شده است.